# Гомервил (Ер и Лоар)
Гомервил (фр. Gommerville) насеље је и општина у централној Француској у региону Центар (регион), у департману Ер и Лоар која припада префектури Шартр.
По подацима из 2011. године у општини је живело 607 становника, а густина насељености је износила 22,29 становника/km². Општина се простире на површини од 27,23 km². Налази се на средњој надморској висини од 135 метара (максималној 151 m, а минималној 123 m).

## Демографија
| 1962. | 1968. | 1975. | 1982. | 1990. | 1999. | 2011. |
| ----- | ----- | ----- | ----- | ----- | ----- | ----- |
| 429   | 489   | 445   | 417   | 459   | 473   | 607   |

График промене броја становника у току последњих година